# Zgromadzenie sióstr św. Marii Magdaleny od Pokuty
Zgromadzenie Sióstr św. Marii Magdaleny od Pokuty, CSMM (Congregatio Sororum Sanctae Mariae Magdalenae de Poenitentia) – zakon żeński, którego potoczna nazwa brzmi „zakon magdalenek” (znany jako pokutny). Zakon został zatwierdzony przez papieża Grzegorza IX.

## Historia
Za jego założyciela uważa się kanonika Rudolfa z Wormacji, który chciał zawrócić „kobiety lekkich obyczajów” z drogi grzechu. Według niektórych podań św. Maria Magdalena miała żyć w Marsylii (Francja) w I w n.e. Z początku magdalenki miały doktrynę podobną do benedyktyńskiej, ale z biegiem czasu zmieniły ją na augustyniańską, którą dodatkowo zmodyfikowały doktryną sióstr św. Sykstusa. Magdalenki nosiły biały habit, dlatego też były zwane „białymi paniami”. Ich wspólnym charyzmatem była pokuta wynagradzająca za grzechy świata, a zwłaszcza kobiet moralnie zaniedbanych. Ta pokuta i ekspiacja przejawiały się w modlitwie, milczeniu, wykonywaniu prac, postach i różnych sposobach umartwiania się.
Zakon rozwijał się w XIII w. na terenie Czech, Hiszpanii, Niemiec, Francji, Portugalii. Pierwszy zakon magdalenek w Polsce powstał w Nowogrodźcu nad Kwisą, data powstania nie jest znana (przypuszcza się rok 1227 r.). Zakon ten został założony z inicjatywy św. Jadwigi, która gromadziła wokół siebie biedaków, wśród których były upadłe kobiety. Aby zwiększyć znaczenie klasztoru, Henryk Brodaty nadał Nowogrodźcowi prawa miejskie.
Dom Główny Zgromadzenia Sióstr św. Marii Magdaleny od Pokuty znajduje się w Lubaniu, w którym Zgromadzenie działa od 1320 r. Zgromadzenie posiada także klasztory we Wrocławiu, Jeleniej Górze, Legnicy i Rewalu, a w Niemczech – we Frankfurcie nad Menem i Bayreuth. W przeszłości siostry magdalenki działały też w przykościelnym klasztorze w Szprotawie w latach 1314–1810.